# Франция на зимних Олимпийских играх 1968
Франция принимала участие в Зимних Олимпийских играх 1968 года в Гренобле (Франция) в десятый раз, и завоевала две бронзовые, три серебряные и четыре золотые медали. Сборная страны состояла из 75 спортсменов (64 мужчины, 11 женщин).

## Медалисты
| Франция на олимпиаде 1968 года в Гренобле | Франция на олимпиаде 1968 года в Гренобле | Франция на олимпиаде 1968 года в Гренобле | Франция на олимпиаде 1968 года в Гренобле | Франция на олимпиаде 1968 года в Гренобле |
| Медали                                    | Спортсмены                                | Вид спорта                                | Дисциплина                                |                                           |
| ----------------------------------------- | ----------------------------------------- | ----------------------------------------- | ----------------------------------------- | ----------------------------------------- |
| Золото                                    | Мариэль Гуашель                           | Горнолыжный спорт                         | слалом, женщины                           |                                           |
| Золото                                    | Жан-Клод Килли                            | Горнолыжный спорт                         | слалом, мужчины                           |                                           |
| Золото                                    | Жан-Клод Килли                            | Горнолыжный спорт                         | гигантский слалом, мужчины                |                                           |
| Золото                                    | Жан-Клод Килли                            | Горнолыжный спорт                         | скоростной спуск, мужчины                 |                                           |
| Серебро                                   | Анни Фамоз                                | Горнолыжный спорт                         | гигантский слалом, женщины                |                                           |
| Серебро                                   | Изабель Мир                               | Горнолыжный спорт                         | скоростной спуск, женщины                 |                                           |
| Серебро                                   | Ги Перийя                                 | Горнолыжный спорт                         | скоростной спуск, мужчины                 |                                           |
| Бронза                                    | Анни Фамоз                                | Горнолыжный спорт                         | слалом, женщины                           |                                           |
| Бронза                                    | Патрик Пера                               | Фигурное катание                          | мужчины                                   |                                           |